# 카르니 세카
카르니 세카(브라질 포르투갈어: carne seca)는 브라질의 염장·건조육이다. 쇠고기를 소금에 염지한 다음 햇볕에 말려 만들며, 카르니 지 소우보다 짜고 단단하다. 수분은 45% 정도, 염분은 15% 이내까지 함유하며, 실온에서 4달 가량 보관할 수 있다. 사용할 때는 물에 담가 염분을 빼고 쓴다.

## 이름
브라질 포르투갈어 "카르니 세카(carne seca)"는 "고기"를 뜻하는 명사 "카르니(carne)"와 "마르다, 건조되다"를 뜻하는 형용사 "세카(seca)"로 이루어져 있으며, "마른 고기"라는 뜻이다.

## 만들기
쇠고기에 염지액을 주입하고, 소금을 뿌려 절인다. 절여진 고기는 물에 헹구고 햇볕에 말린다.

## 같이 보기
- 샤르키
- 카르니 지 소우